# Limenitis hyas
Limenitis hyas är en fjärilsart som beskrevs av Jean Baptiste Boisduval 1836. Limenitis hyas ingår i släktet Limenitis och familjen praktfjärilar. Inga underarter finns listade i Catalogue of Life.